# Comuna Borșovîci, Starîi Sambir
Borșovîci (în ucraineană Боршовичі) este o comună în raionul Starîi Sambir, regiunea Liov, Ucraina, formată din satele Bîblo și Borșovîci (reședința).

## Demografie
Componența lingvistică a comunei Borșovîci
     Ucraineană (99,73%)
     Alte limbi (0,13%)
Conform recensământului din 2001, majoritatea populației comunei Borșovîci era vorbitoare de ucraineană (99,73%), existând în minoritate și vorbitori de alte limbi.